# Passion Rules the Game
Passion Rules the Game è una canzone del gruppo musicale hard rock/heavy metal tedesco Scorpions pubblicata come Singolo nel 1988 e inserita successivamente in Savage Amusement dello stesso anno. La canzone inizia con la chitarra di Rudolf Schenker accompagnata subito dopo da Matthias Jabs, Klaus Meine nella canzone sfodera tutte le sue capacità perché non c'è un momento dove non c'è la voce a parte l'assolo. Passion Rules The Game è stata scritta dal batterista Herman Rarebell e dal cantante Klaus Meine. Nel 1989 la canzone si posizionò 74° nel Regno Unito. Fu pubblicato anche un video della canzone dove gli Scorpions eseguivano la canzone in una sorta di stadio.

## Tracce CD
1. Passion Rules the Game
2. Every Minute Every Day

## Formazione
- Klaus Meine - voce
- Rudolf Schenker - chitarra
- Matthias Jabs - chitarra
- Francis Buchholz - basso
- Herman Rarebell - percussioni

## Classifiche
| Anno | Classifica       | Posizione migliore |
| ---- | ---------------- | ------------------ |
| 1988 | UK Singles Chart | 74                 |